# ОШ Доситеј Обрадовић Свође
ОШ „Доситеј Обрадовић” у насељу Свође, једна је од установа основног образовања на територији општине Власотинце.
Школа је основана 1985. године. Поред матичне школе постоје и издвојена одељења у Борином Долу, Златићеву и Горњем Дејану. Наставу похађа око 30 ученика. Страни језици који се уче у школи су руски и енглески језик.